# Hobelinska huset

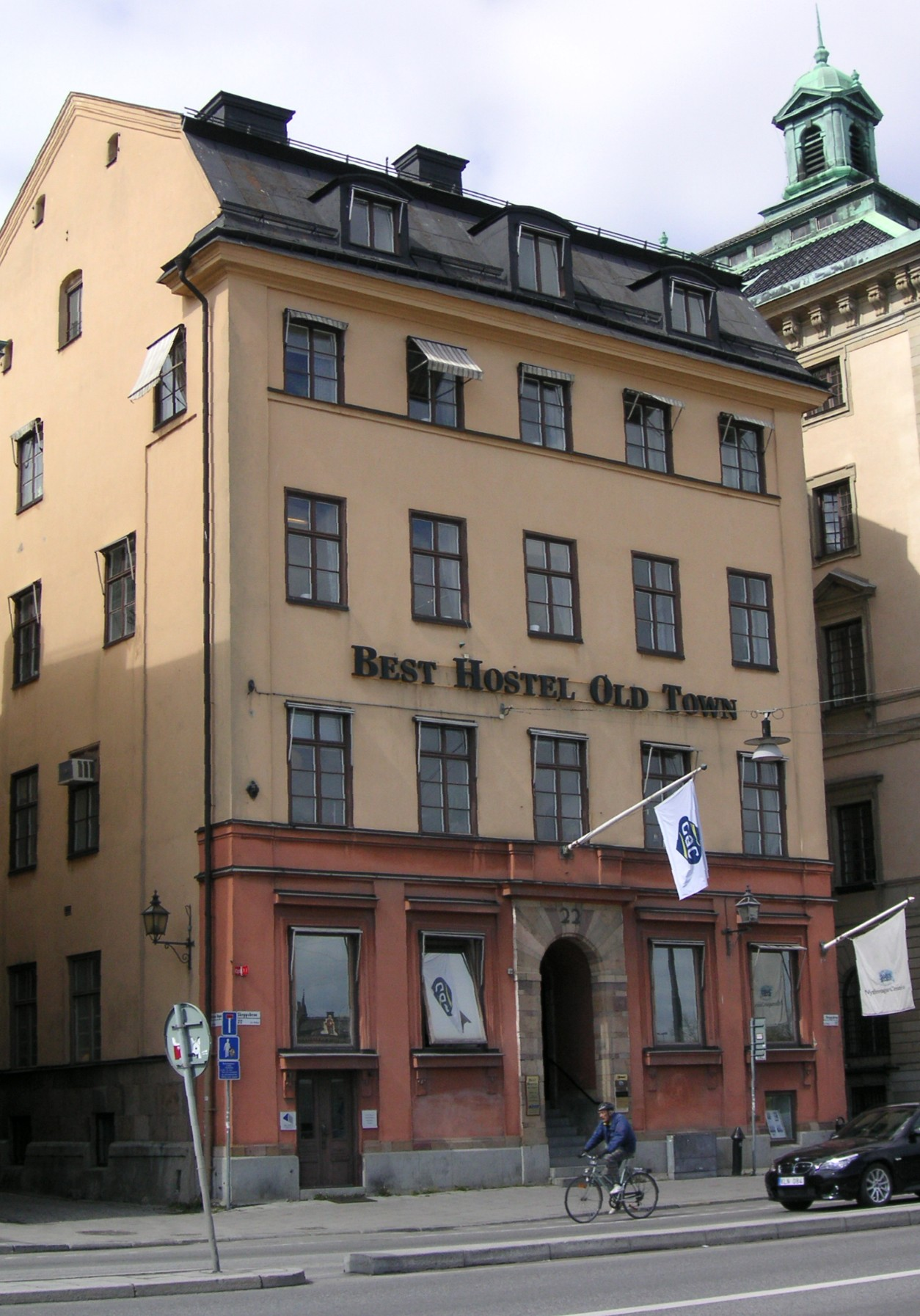
Hobelinska huset i maj 2009.

Hobelinska huset, även  Sundströmska huset, är en byggnad i kvarteret Pollux vid Skeppsbron 22 i Stockholm.
Hobelinska huset uppfördes 1670, förmodligen efter Nicodemus Tessin den äldres ritningar för handelsmannen Johan Paul Hobelin. År 1767 blev byggnaden för handelsmannen och järnkrämaren Eric Ostermans räkning påbyggt med en våning och omgestaltat enligt tidens smak. Fasadritningen från 1767 är undertecknad av stadsarkitekten Johan Eberhard Carlberg med följande kommentar: "Wid denna Gafvel-bÿggnad är intet något at påminna. J.E. Carlberg". 
Efter hundra år följde 1857 en total modernisering, som förändrade husets utseende; arkitekt var denna gång Johan Fredrik Åbom. Efter ytterligare en ombyggnad 1924 fick huset sitt nuvarande utseende.
År 1909 flyttade Nyman & Schultz in i byggnaden efter att under årens lopp haft sin verksamhet i en rad andra skeppsbrohus. Rederiagenturens passageraravdelning befann sig omedelbart till höger på entréplanet, med ett par fönster mot Skeppsbron och resten mot Skottgränd. Längre in i byggnaden låg finska fraktavdelningen och mellan dessa Suomibyrån som öppnade sina portar måndagen den 1 mars 1926 för allmänheten. Det var då den första utländska turistbyrån i Stockholm och hela Norden.
Idag (2009) ägs huset av Norimex AB som hyr ut det till bland annat Best Hostel, Ångfartygs AB Strömma Kanal och GAC Shipping Ltd AB.

## Ritningar
|  |  |  |